# Milikonių fortas
Milikonių fortas este o arie protejată (arie specială de conservare — SAC, sit de importanță comunitară — SCI) din Lituania întinsă pe o suprafață de 2,69 ha, integral pe uscat.

## Localizare
Centrul sitului Milikonių fortas este situat la coordonatele 54°55′03″N 23°53′05″E / 54.9175°N 23.8847°E.

## Înființare
Situl Milikonių fortas a fost declarat sit de importanță comunitară în aprilie 2004 pentru a proteja 1 specie de animale. Situl a fost protejat și ca arie specială de conservare în august 2020.

## Biodiversitate
Situată în ecoregiunea boreală, aria protejată nu include niciun habitat protejat.
La baza desemnării sitului se află o specie protejată de  mamifere: liliac cârn (Barbastella barbastellus).
Pe lângă speciile protejate, pe teritoriul sitului au mai fost identificate 3 specii de mamifere.